# 데라지마정
데라지마촌(寺島村),데라지마정(寺島町)은 도쿄부 미나미카쓰시카군에 현재의 스미다구 북부에
존재했던 정이다. 1889년부터 1932년까지 정촌제를 기반한 하나의 독립된 정촌으로 존재한다, 1965년까지 무코지마구, 스미다구의 마을 이름으로 데라시마초(寺島町)라는 이름이 사용되었다.

## 역시
가마쿠라 시대의 이곳에 호센지, 연화사의 2곳이 개원했다, 이것이 기연이 되어 데라지마/데라지마로 호칭되기에 이른다.
- 1889년 5월 1일 - 정촌제 시행에 수반해, 데라지마촌이 성립하였다.
- 1923년 4월 1일 - 정으로 승격해 데라지마정이 되었다.
- 1932년 10월 1일 - 미나미카쓰시카군이 도쿄시에 편입되어, 무코지마구가 되었다.
- 1947년 3월 15일 - 혼조구와 합병해 스미다구가 신설되었다.

## 교통

### 철도
- 도부 철도
  - 이세사키선
- 게이세이 전철
  - 시라히게선